# Rhamnès
 (juillet 2013).
Si vous disposez d'ouvrages ou d'articles de référence ou si vous connaissez des sites web de qualité traitant du thème abordé ici, merci de compléter l'article en donnant les références utiles à sa vérifiabilité et en les liant à la section « Notes et références ».
Rhamnès ou Rhamnés dans l'Énéide est le nom de l'un des plus fidèles amis de Turnus, le roi des Rutules.

## Histoire
Le jeune Rhamnès est lui-même roi (bien que Virgile ne cite pas sa population) et un prêtre avec des compétences de divination : lorsque la guerre a éclaté entre Turnus et les Troyens dirigés par Enée, il porte les armes pour combattre aux côtés de son ami.
Turnus a choisi quatorze jeunes chefs de son armée pour assiéger le camp troyen, et parmi eux il y a aussi Rhamnès. Mais au cours de la première nuit du siège, les jeunes Troyens Nisus et Euryale attaquent le camp ennemi, et après avoir vu que les italiques sont tous endormis, tirent leurs épées. Nisus d'abord attaque Rhamnès, qui ronfle sur un haut tas de tapis. Le roi est égorgé, comme trois de ses serviteurs, couchés à ses pieds entre les armes : bien qu'il fût un devin, il n'avait pas prévu sa mort violente.

« Sic memorat uocemque premit, simul ense superbum Rhamnetem adgreditur, qui forte tapetibus altis exstructus toto proflabat pectore somnum, rex idem et regi Turno gratissimus augur, sed non augurio potuit depellere pestem. Tris iuxta famulos temere inter tela iacentis [...] premit

Il dit, se tait, s’élance, et, d’un glaive inattendu, perce le fier Rhamnès : couché sur des carreaux superbes, Rhamnès exhalait à grand bruit les vapeurs du sommeil : roi-pontife, et cher à Turnus, il possédait l’art des augures ; mais son art inutile ne put le soustraire au trépas. Près de leur maître, trois serviteurs fidèles dormaient sans défiance à côté de leurs armes : tous trois sont immolés. »

— Virgile, Énéide, livre IX (traduction de J.N.M de Guerle)
Euryale s'approche du cadavre de Rhamnés et le dépouille de ses précieuses phalères. Le meurtre du roi italique ne sera découvert qu'après la mort des deux jeunes Troyens.

« Nec minor in castris luctus Rhamnete reperto exsangui et primis una tot caede peremptis, Serranoque Numaque.

Là, le deuil n'est pas moins grand à la vue de Rhamnès égorgé, de tous les chefs enveloppés dans le même massacre, Serranus, Numa et tant d'autres ! . »

— Virgile, Énéide, livre IX (traduction de Pierre-François Tissot)
La caractérisation de Rhamnès contient quelques éléments humoristiques : ce personnage aime la pompe, ruse fort et se révèle incapable prophète. Mais Virgile souligne aussi l'amitié sincère entre lui et Turnus, et le deuil que sa mort suscite. L'ironie est nettement plus forte vis-à-vis des serviteurs, trois imprudents adolescents emmêlés entre les armes : bien qu'en eux aussi soit reconnaissable la caractéristique de fidélité, dans ce cas envers Rhamnès, le maître, ainsi mis en évidence dans la traduction de J.N.M. de Guerle.
Le profond sommeil du roi italique devient presque proverbial dans la littérature ultérieure : une référence en ce sens est contenue dans l'Ibis de Ovide, qui mentionne également un personnage homérique, c'est-à-dire le jeune seigneur thrace Rhésos, destiné à mourir dans des circonstances identiques. Curieusement, dans ce texte on dit que Rhamnès appartenait au peuple des Rutules.